# Ornello Pederzoli
Ornello Pederzoli (Carpi, 16 gennaio 1925 – Limidi di Soliera, 25 marzo 1945) è stato un partigiano italiano.
Di professione manovale, fu uno dei più valorosi partigiani della seconda guerra mondiale a Carpi e nel 1969 fu insignito postumo della Medaglia d'Oro al Valor Militare alla memoria.

## Biografia
Il ragazzo, conosciuto con il nome di battaglia "Carbone", apparteneva alla 20ª Brigata Garibaldi "Ivano" e, durante tutto il periodo dell'occupazione, si era distinto in numerosi fatti d'arme.
Nel marzo del 1945 i nazifascisti, nel corso di rastrellamenti nella zona di Limidi di Soliera, avevano trucidato diversi giovani partigiani e arrestato numerosi antifascisti. La sicurezza con la quale i fascisti e i tedeschi si muovevano, aveva subito fatto pensare che fossero guidati da una spia e Pederzoli si assunse il compito di scoprire chi fosse l'informatore. Dopo lunghe indagini, Carbone riuscì ad identificarlo, ma scoprì anche che si muoveva sempre protetto dagli occupanti. Non rimaneva che affrontare la spia in campo aperto.
Senza dir nulla ai compagni della "Ivano", Pederzoli riuscì a sorprendere il traditore mentre stava chiacchierando con dei soldati tedeschi e, incurante del rischio al quale si esponeva, non esitò a far fuoco con il suo mitra contro il gruppo, abbattendo alcuni nazisti. Ne seguì una furiosa sparatoria, finché il giovane si accorse di aver esaurito le munizioni; gli restava un unico colpo e Carbone rivolse l'arma contro se stesso per non darsi prigioniero.